# Hylomecon vernalis
Hylomecon vernalis là một loài thực vật có hoa trong họ Anh túc. Loài này được Maxim. mô tả khoa học đầu tiên năm 1859.

## Hình ảnh

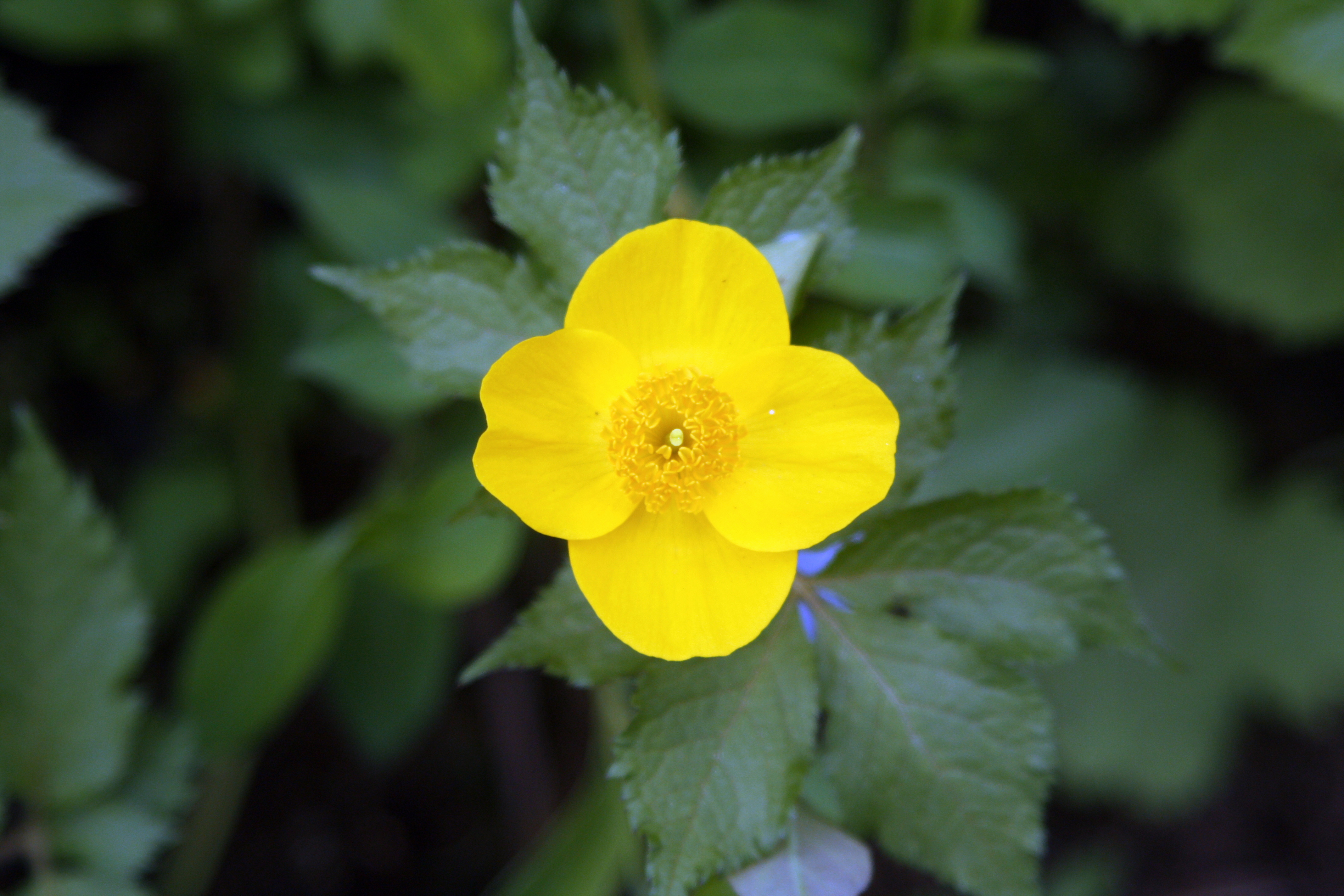
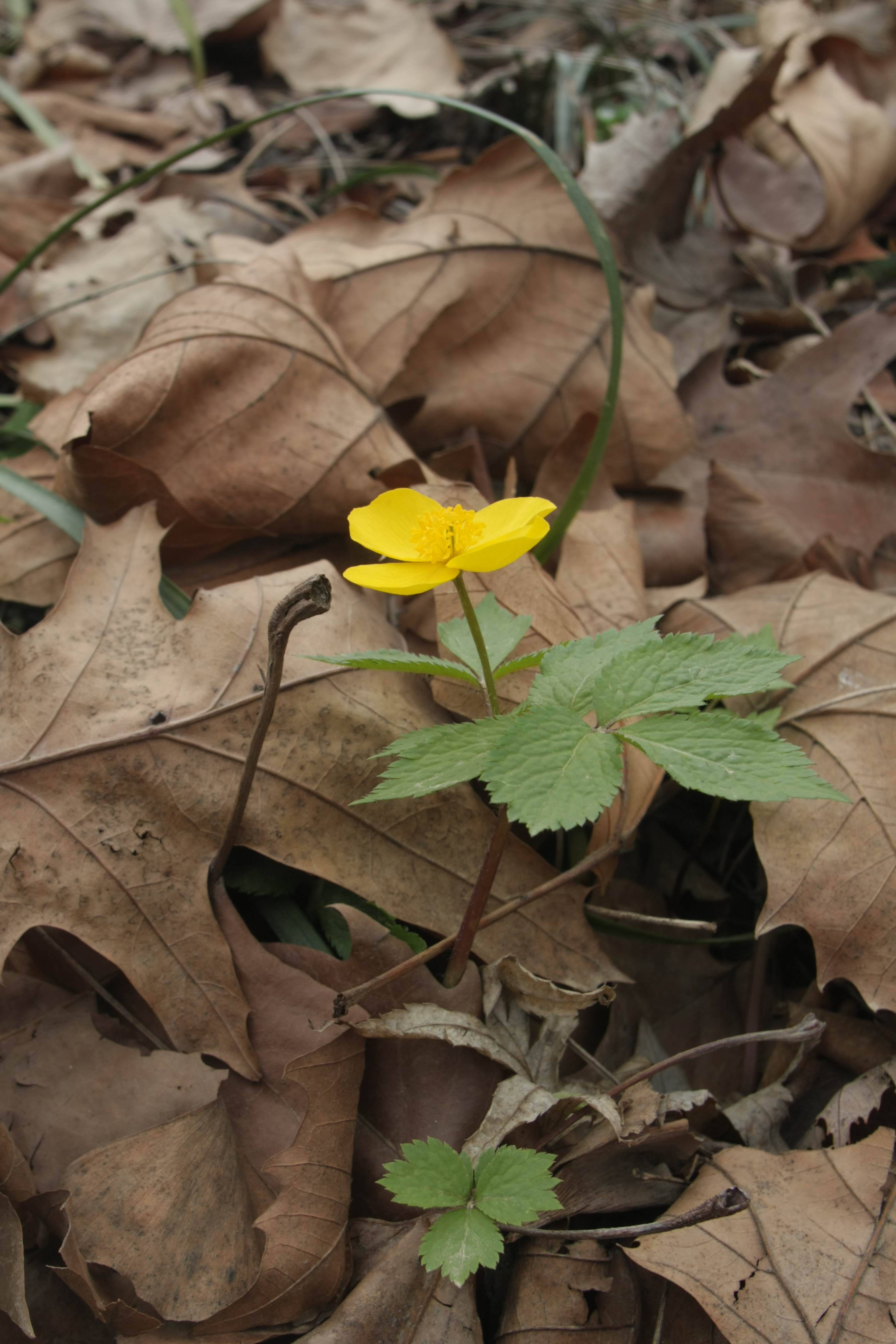
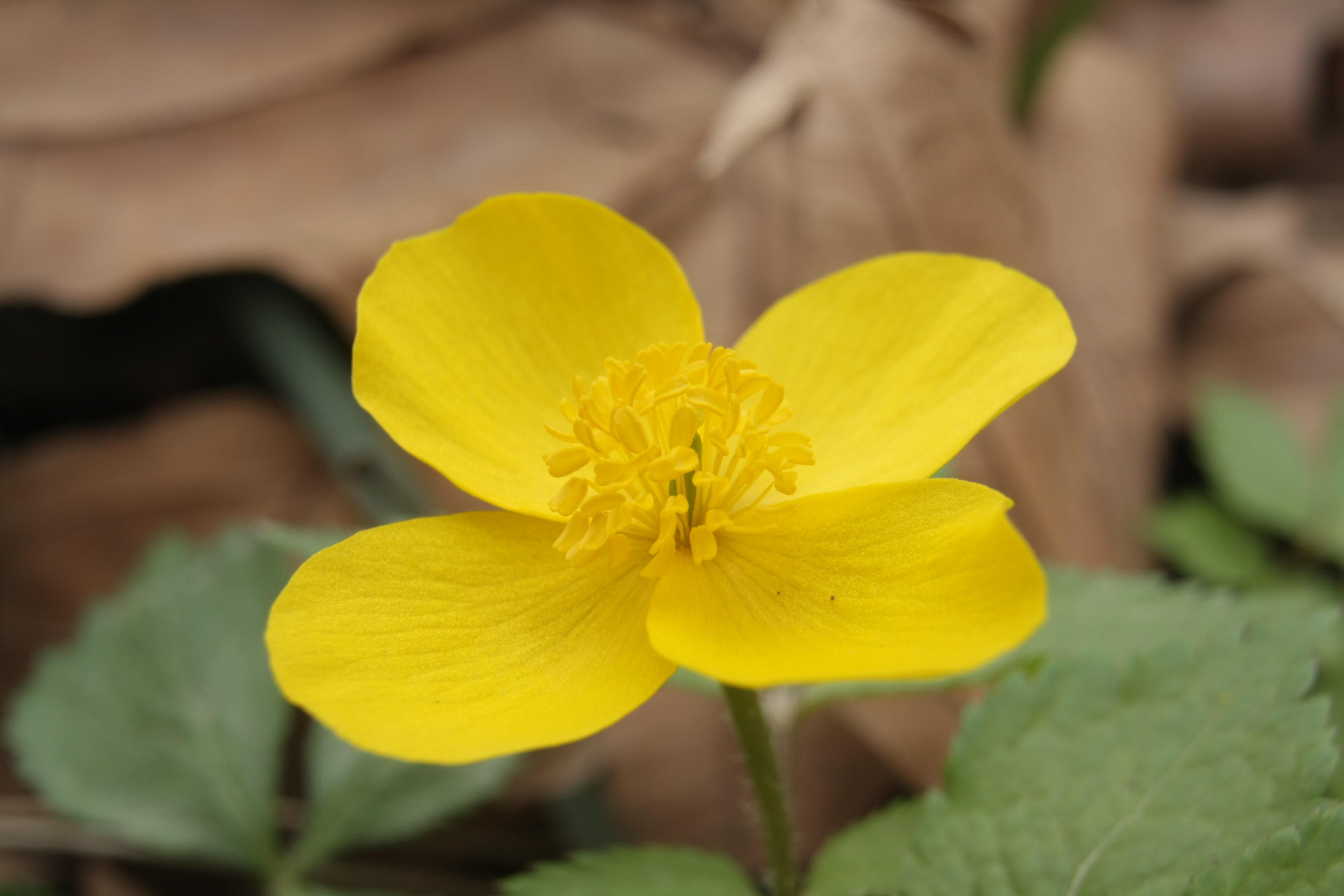
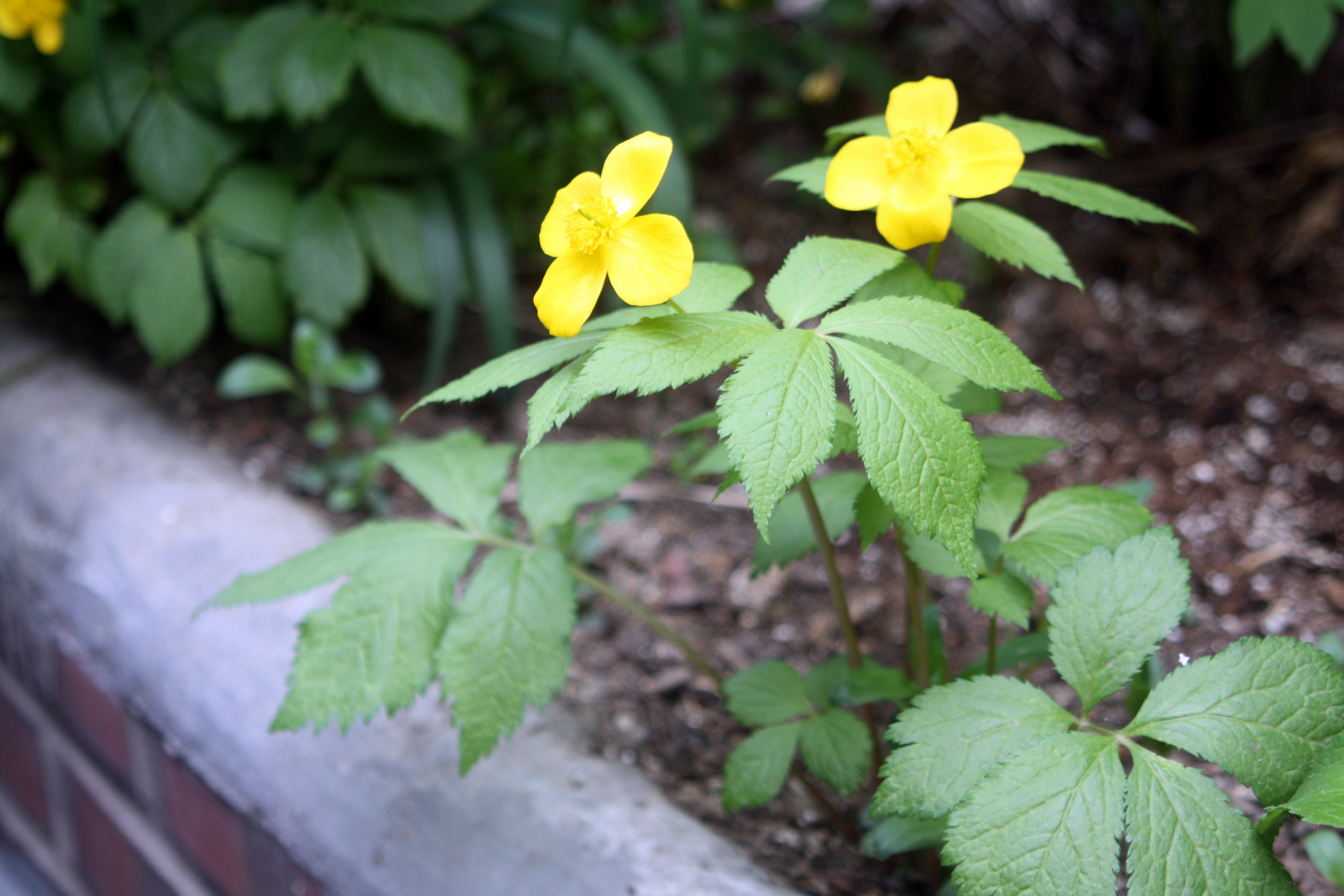